# Élection présidentielle zambienne de 2015
L'élection présidentielle zambienne de 2015 s'est déroulée le 20 janvier 2015.
Déclaré vainqueur le 24 janvier, Edgar Lungu, 58 ans, candidat du Front patriotique au pouvoir, est arrivé premier d'une courte tête avec 48,33% des voix, devançant son rival Hakainde Hichilema, candidat du Parti de l'unité pour le développement national, qui a obtenu 46,67% des voix.
Cette élection présidentielle n'avait pour objet que de déterminer qui achèvera le mandat de Michael Sata (décédé en cours de mandat le 28 octobre 2014 à Londres), de manière à conserver un cycle quinquennal d'élections présidentielle et législatives simultanées. Une nouvelle élection présidentielle aura donc lieu dès le 16 août 2016.